# La Brígida Orquesta
La Brígida Orquesta es una banda chilena conformada en 2017 que se caracteriza por mezclar el jazz, rap, música clásica y la música para cine. Tras estrenar su primer disco "Corte Elegante” fueron premiados bajo la categoría de Artista Revelación en  los Premios Pulsar 2019.

## Origen del nombre
El origen del nombre de la banda fue explicado en el medio digital Chilefunk por Gabo Paillao, pianista y director musical de La Brígida Orquesta. Estos buscaban reivindicar el significado de la orquesta, el cual consideraban potente y elegante, a través de una expresión musical desarrollada por personas de clase baja, dado al origen poblacional de sus integrantes.

## Historia
La Brígida Orquesta comenzó en 2017 cuando lanzó su primer EP nombrado igual que la banda. La agrupación se conformó por músicos provenientes de distintas disciplinas, tales como el jazz, rap y fusión. Entre estos se encontraba Matiah Chinaski (miembro fundador de Mente Sabia Crú) en la voz principal, Gabo Paillao en el piano y la dirección musical, Felipe Salas en la batería (miembro de Cómo Asesinar a Felipes), entre otros músicos provenientes de bandas tales como la Conchalí Big Band, Mapocho Orquesta y Newen Afrobeat.
Tras este primer acercamiento, los once integrantes realizaron el estreno de su primer disco LP “Corte Elegante” a fines de 2018, el cual les permitió ser nominados a los Premios Pulsar y Premios Índigo del año siguiente bajo la categoría de Mejor álbum independiente del año, Mejor artista independiente del año, Mejor show en vivo y obteniendo el premio a artista revelación 2019.

## Integrantes
Matiah Chinaski: Voz
Gabo Paillao: pianista y a cargo de la dirección musical del grupo
Felipe Salas: Baterista
Ítalo Viveros: Trompetista
Fernando Carvacho: Trompetista
Ed Neidhardt: Saxofonista
Matías Aravena: Saxofonista
Pablo Jara: Saxofonista
Alfredo Tauber: Trombón
Alejandro Mendoza: Trombón
Tomás Alaud; Bajo y voz

## Discografía
LP
- 2018: Corte Elegante
- 2019: La Brígida Orquesta in Berlin (En Vivo)
- 2022: Antípoda
- 2023: Música para la inmensa minoría

EP
- 2017: La Brígida Orquesta

## Premios y nominaciones
| Año  | Premio         | Categoría |
| 2019 | Premios Índigo | Mejor álbum independiente del año con “Corte Elegante” (Nominado) Mejor artista independiente (Nominado) Mejor show en vivo con Atraco al Teatro en vivo - Teatro Oriente Rubio: Matucana 1 |
| 2019 | Premios Pulsar | Artista revelación (Ganador) Álbum del año con Corte Elegante (Nominado) |